# ميشائيل كوزر
ميشائيل كوزر Michael Koser (ولد في 24 أبريل 1938 في برلين) هو كاتب ألماني. يكتب بشكل خاص تمثيليات بوليسية.
درس التاريخ وعلوم اللغة الألمانية والسياسة، وعمل عام 1965 كاتبا حرا وبخاصة في الإذاعة. منح عام 1973 جائزة كورت ماجنوس من شبكة ARD.

## روابط خارجية
- ميشائيل كوزر على موقع IMDb (الإنجليزية)
- ميشائيل كوزر على موقع ميوزك برينز (الإنجليزية)
- ميشائيل كوزر على موقع قاعدة بيانات الأفلام السويدية (السويدية)
- ميشائيل كوزر على موقع ديسكوغز (الإنجليزية)
- ميشائيل كوزر على موقع كينوبويسك (الروسية)